# イソノルーブル落鉄事件
イソノルーブル落鉄事件（イソノルーブルらくてつじけん）とは、1991年4月7日に京都競馬場にて行われた競馬競走・第51回桜花賞のスタート前に、競走馬イソノルーブルの蹄鉄が落鉄したことに端を発する、一連の騒動である。最終的に馬券購入者が日本中央競馬会（JRA）を相手に損害賠償を請求する民事訴訟を提起する事態にまで陥った。

## 経緯

### 発端
1991年4月7日、京都競馬場において開催された、第51回桜花賞がスタートする10分前（15時30分）、1番人気のイソノルーブルに騎乗していた松永幹夫が、同馬の右前脚の蹄鉄が落鉄していることを発見し、競馬場の馬場内において装蹄師による蹄鉄の打ち直しが試みられた。
しかし、イソノルーブルは興奮状態に陥っていたため作業は失敗し、結局、イソノルーブルは右前脚に蹄鉄を装着しないままレースがスタートした。このとき場内放送で観客に落鉄の事実は告げられていたが、打ち直しが失敗したことは告げられていなかった。

### JRAの説明
レースにおいて自慢のスタートダッシュができなかったイソノルーブルは、ハナを切れずに5着に敗れた。
レース後、同馬の関係者は落鉄を敗因として挙げ、同馬の興奮状態を解くために、馬場から一旦退去させて打ち直し作業を行うことを提案したが聞き入れられなかった旨をコメントした。また、関係者やマスコミからはレースがテレビ中継に収まるようにスタートを強行したのではないかという指摘が相次いだ。
これを受けて、主催者の日本中央競馬会（JRA）は、同日夕方、記者会見を開いて、スタートについて説明を行った。その内容は、打ち直しに時間がかかった場合にイソノルーブル以外の競走馬に与える影響を考え、また、蹄鉄を装着しないことは競走能力を減退させる決定的な要因とはならないという判断から、速やかにスタートすることを優先させた。しかし、装蹄が失敗に終わったことを観客に知らせなかったことに対する批判については、JRA側は謙虚に受け止めるというものであった。

### 民事訴訟
装蹄の失敗を観客に告げなかったことは競馬ファンからも非難を集め、イソノルーブルの馬券を購入した者が「事実を観客に告知しなかったことにより損害を受けた」として、JRAに損害賠償を求める民事訴訟を提起する事態に至った。
判決は、「装蹄の失敗を告知しないまま競走を行っても競馬法に違反しない」、「蹄鉄を装着しないことが競走能力に与える影響は不明確」として原告の請求を棄却した。